# Tomichia
Tomichia is een geslacht van weekdieren uit de klasse van de Gastropoda (slakken).

## Soorten
- Tomichia tristis (Morelet, 1889)
- Tomichia ventricosa (Reeve, 1842)